# Punta Udine
La Punta Udine è una montagna della catena delle Alpi Cozie, alta 3020 m.

## Caratteristiche
È una delle punte della cresta Nord del Gruppo del Monviso, sulla linea di confine tra Francia e Italia. A Nord è delimitata dal Colle del Coulour del Porco, mentre verso Sud la cresta prosegue fino a raggiungere Punta Roma.
La montagna non è una punta particolarmente pronunciata, ed era senza nome quando fu salita per la prima volta. Il primo salitore, il friulano Giuseppe Morassutti, volle chiamarla Punta Udine in onore della sua città natale.
La sua morfologia è quella tipica della cresta nord del gruppo del Monviso: il versante orientale (Italia) è costituito da ripide pareti verticali o subverticali, mentre il versante occidentale (Francia) è costituito da un pendio ad inclinazione circa costante, ricoperto di detriti rocciosi.
Dal punto di vista geologico, la montagna, come tutta la cresta Nord del gruppo del Viso, appartiene alla serie a facies piemontese del Trias-Giura (zona delle pietre verdi di Gastaldi): in particolare, è costituita da rocce eruttive effusive (prasiniti, anfiboliti, eclogiti). Il principale sistema di fratturazione immerge circa parallelo al versante occidentale.
Alla base della sua parete Est, quasi sulla verticale della croce di vetta, sorge il Rifugio Giacoletti.

## Ascensioni

### Via normale
La via normale alla Punta Udine fu percorsa per la prima volta dall'alpinista Giuseppe Morassutti e dalla guida Giuseppe Perotti il 1º settembre 1899.
Il percorso classico dall'Italia parte dal Rifugio Giacoletti, e risale il canalone noto come Coulour del Porco fino alla cresta. Da qui si volge a sinistra (Sud), e si risale il pendio detritico per tracce di sentiero, fino a giungere alla croce di vetta.
La via ha difficoltà già di tipo alpinistico (valutazione complessiva: F), essenzialmente per il tratto nel Coulour del Porco, ove il sentiero si sviluppa sul bordo del canalone, su alcune cenge attrezzate con corde fisse.
Nel dettaglio partendo dal rifugio Giacoletti si prende un sentiero che inizia in prossimità della cresta est di punta Udine.
Si sale per un ripido pendio di sfasciumi dove talvolta si può incontrare qualche nevaio anche in piena estate e dove la roccia è molto sdrucciolevole (attenzione a non far rotolare giù sassi). Si attraversa quindi il canalone del Coulour del Porco e si raggiunge il suo margine destro.
Si attacca un articolato sistema di piccole cenge attrezzate con corde fisse e catene fino a giungere alla base di uno stretto camino strozzato (passaggio più difficile della via). Il camino si supera tramite diversi gradini in metallo posti al suo interno che rendono il passo molto più agevole. Qui è anche possibile assicurarsi alle corde fisse con dei moschettoni per i meno esperti.
Si prosegue dunque per strette cenge esposte e si superano tre facili paretine attrezzate con gradini e corde fisse.
Si giunge alla base di un grosso torrione strapiombante che si aggira da sinistra e si prosegue per facili passaggi fino a giungere al Coulour del Porco 2920 m. Si sale ora verso sinistra sul detritico versante francese di Punta Udine. Qui non sono presenti segnali e bisogna aprirsi una via da soli. Si può salire in prossimità della cresta nord-ovest su grandi rocce gradinate che offrono facili e divertenti passi di arrampicata, fino a giungere ad un facile diedro. Si può affrontare il diedro direttamente oppure lo si può aggirare sulla destra e si arriva alla croce di vetta 3022 m. Un'alternativa è quella di seguire alcuni omini di pietra che conducono all'interno di un canale dove è presente roccia molto sdrucciolevole. Si rimonta con qualche difficoltà il canale fino a giungere in prossimità del facile diedro. Di qui si sale in vetta come già descritto.
È possibile raggiungere il colle del Coulour del Porco anche dalla Francia, partendo dal Rifugio Viso nell'alta Valle del Guil: in questo caso, l'avvicinamento al colle risulta meno difficile.
Spesso la salita alla Punta Udine viene abbinata alla salita alla vicina Punta Venezia.

### Altre vie
Il versante Est della montagna presenta numerose vie alpinistiche, di diversa difficoltà; per tutte le vie si può utilizzare come punto d'appoggio il Rifugio Giacoletti.